# Pilosella polioderma
Pilosella polioderma là một loài thực vật có hoa trong họ Cúc. Loài này được (Dahlst.) Soják miêu tả khoa học đầu tiên năm 1982.